# Asinerie

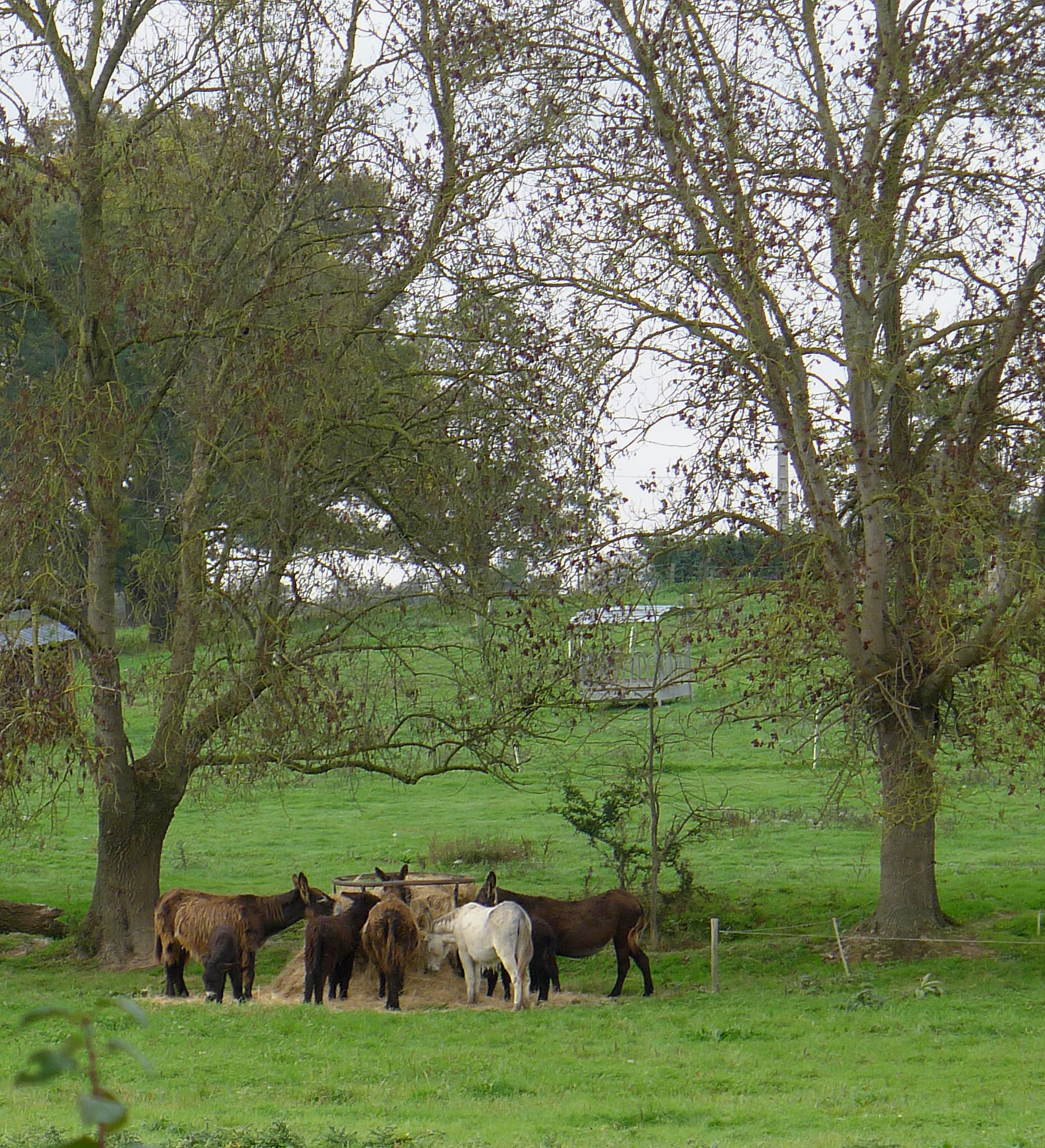
Ânes à l'asinerie de Grez-Neuville dans le Maine-et-Loire, en France.

Une asinerie, plus rarement ânerie, est le lieu où des ânes sont élevés, généralement dans un but agricole (transport, viande, produits à base de lait d'ânesse, etc), récréatif avec des randonnées ou encore thérapeutique.
Une asinerie peut être vouée à l'élevage d'une seule ou de plusieurs races d'ânes.